# Johann Philipp Abelin

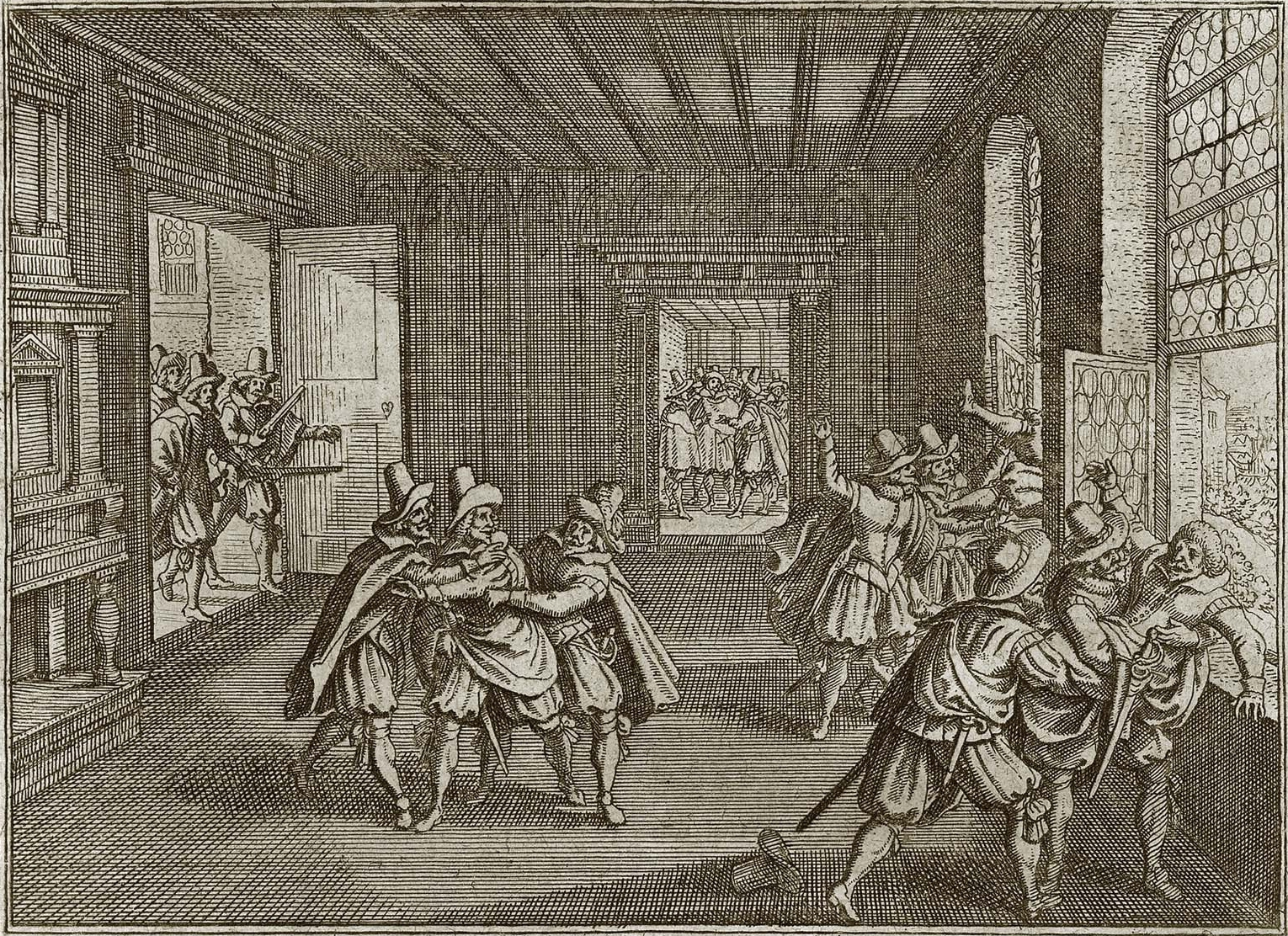
Aus dem von Johann Philipp Abelin besorgten ersten Band des Theatrum Europaeum (1635), 3. Auflage 1662: Der sogenannte Prager Fenstersturz, 1618; in Kupfer gestochen von Matthäus Merian

Johann Philipp Abelin (* 7. Dezember 1600 in Straßburg; † 12. September 1634 in Frankfurt am Main; eigentlich Abele, latinisiert auch Abeleus, Philipp Arlanibäus) war ein deutscher Chronist und Übersetzer. Die auf ADB beruhende Annahme, dass Abelin auch unter dem Pseudonym des Johann Ludwig Gottfried veröffentlicht habe, gilt unterdessen als widerlegt.

## Wirken
Abelin arbeitete von 1625 bis 1630 als Lehrer am Gymnasium in Frankfurt am Main und daneben als Übersetzer für den dortigen Verlag von Lucas Jennisius, Matthäus Merian und Friedrich Hulsius. Seine Werke bestanden meist aus Zusammenfassungen von historischen Aufzeichnungen oder waren reine Übersetzungen.

## Werke
In seiner Archontologia Cosmicum übersetzte und überarbeitete Abelin Pierre d’Avitys Monde. Bekannt wurden auch Abelins Sammlungen zur schwedischen Geschichte. Die Arma Suecica (1631–1634) beschreibt, eingeteilt in 12 Abschnitte, die Geschichte der Kriege von Gustav II. Adolf und wird ergänzt durch ein Inventarium Sueciae, das 1632 erschien. Beide Werke sind Zusammenfassungen von zeitnahen Aufzeichnungen und Briefen, die sich ohne weitere historische Kommentare mit dem Krieg auseinandersetzen.
Zu seinen bekanntesten Arbeiten gehören die ersten beiden Bände des Theatrum Europaeum, einer Serie von Chroniken über die wichtigsten Ereignisse in der europäischen Welt, die bis zum Jahr 1619 zurückgehen. Abelin schrieb das Werk mehrmals um, erneuerte die Fakten und veröffentlichte es neu. Außerdem verfasste er eine Übersetzung ins Niederländische. Er selbst war nachweislich für die ersten beiden Bände der Serie verantwortlich, andere Chronisten führten das Theatrum Europaeum fort und veröffentlichten so bis 1738 insgesamt 21 Ausgaben. Einige Bände enthielten Kupferstich-Illustrationen von Matthäus Merian (1593–1650).